# Pomrčina Sunca 20. ožujka 2015.
Pomrčina Sunca 20. ožujka 2015., potpuna pomrčina Sunca koja se zbila 20. ožujka 2015. Pomrčina Sunca nastaje kada Mjesec prolazi između Zemlje i Sunca te pritom motritelju sa Zemlje prekrije sliku Sunca potpuno ili djelomično. Potpuna pomrčina Sunca zbiva se kada je Mjesečev prividni promjer veći od Sunčeva te blokira svu izravnu svjetlost pretvarajući tako dan u tamu. Totalitet se zbiva na usku putu duž Zemljine površine pri čemu se djelomična pomrčina Sunca vidi iznad okolnog područja široka tisućama kilometara.
Pomrčina je imala magnitudu od 1,045. Najduže trajanje totaliteta bilo je 2 minute 47 sekunde nedaleko od obale Ferojskih otoka. Ovo je posljednja potpuna pomrčina Sunca vidljiva u Europi sve do pomrčine 12. kolovoza 2026.
Pri kraju svojeg puta Mjesečeva sjena odigla se od Zemljine površine u svemir pri Sjevernom polu. Budući da je 20. ožujka ožujski ekvinocij, pomrčina se dogodila u vremenu izlaska Sunca na Sjevernom polu poslije šest mjeseci.
Jedina naseljena mjesta dostupna javnim putovanjima, gdje se totalitet mogao vidjeti, bili su Ferojski otoci i Svalbard.

## Motrenje
Pomrčina Sunca počela je u 8.30 (GMT) na jugozapadu i kretala se prema sjeveroistoku. Najbolje se mogla vidjeti nad sjevernim Atlantskim te Arktičkim oceanom, Grenlandom, Islandom, Irskom, Ujedinjenom Kraljevinom, Ferojskim otocima, sjevernom Norveškom i Murmanskom oblasti. Sjena je svoj prelazak počela blizu južne obale Grenlanda. Potom se sjena pomicala sjeveroistočno, prolazeći između Islanda i Ujedinjene Kraljevine prije nego što je prešla iznad Ferojskih otoka i najsjevernijih otoka Norveške. Sjena pomrčine bila je vidljiva u različitim stupnjevima iznad čitave kontinentalne Europe. Jugoistočne su lokacije doživjele tek djelomičnu pomrčinu Sunca.	
Na primjer, London je doživio 85-postotnu djelomičnu pomrčinu Sunca u usporedbi sa sjevernijim Ferojskim otocima u Norveškom moru koji su doživjeli totalnu solarnu eklipsu.

### Impakt
Europska unija ima oko 90 gigavata sunčeve snage i proizvodnja se privremeno mogla smanjiti za 34 GW ovisno o vedrini neba. Pad je zapravo bio manji od očekivanog, s padom od 13 GW u Njemačkoj koji je bio posljedica veće nebeske naoblake. Ovo je prvi put da je jedna pomrčina imala značajan učinak na elektroenergetski sustav, a energetski sektor poduzeo je mjere da ublaži ovaj učinak. Gradijent snage (promjena u snazi) mogao je biti −400 MW/minuta i +700 MW/minuta. Mjesta u Nizozemskoj, Belgiji i Danskoj mogla su biti 80 % pomračena. Temperatura se mogla smanjiti za 3 °C, a snaga vjetra mogla se smanjiti kako vjetrovi budu usporili za 0,7 m/s.

### Koincidencija događaja
Datum 20. ožujka 2015. bio je također dan ožujskog ekvinocija (također znana kao proljetni ekvinocij). Osim toga, očekuje se šest supermjeseca u 2015. Supermjesec 20. ožujka 2015. bio je treći u godini, no kako je to bio mlađak (okrenut od sunca), bila je vidljiva samo njegova sjena.

### Zemljopisna progresija
|  |  |

## Galerija
- Berlin, Njemačka, 10:28 – nepotvrđeni izvor
- Lorient, Francuska, 10:19
- Prag, Češka, 10:48 – nepotvrđeni izvor
- Milano, Italija, 11:07 – nepotvrđeni izvor
- Chester-le-Street, Engleska, 9:07 GMT
- Kłodzko, Poljska, lokalno vrijeme 10:54 (9:54 UTC)
- Dublin, Irska, 9:30 GMT
- Ulcinj, Crna Gora, lokalno vrijeme 11:34 (10:34 UTC)
- Kijev, Ukrajina, lokalno vrijeme 12:28 (10:28 UTC)
- Sheffield, UK, sve lokalno vrijeme (GMT)
- Hjartdal, Norveška, lokalno vrijeme 10:47 (GTM)

## Vanjske poveznice
- centrirana i postavljena videosnimka pune faze totalne solarne eklipse na YouTubeu